# 谢普拉普赖里
谢普拉普赖里（法語：Cheppes-la-Prairie，法語發音：[ʃɛp la pʁɛʁi]）是法国马恩省的一个市镇，属于香槟沙隆区。

## 地理
谢普拉普赖里（48°49'58"N, 4°28'23"E）面积20.02 平方千米，位于法国大東部大區马恩省，该省份为法国东北部内陆省份，北起阿登省，西北接埃纳省，西南接塞纳-马恩省，南至奥布省，东南接上马恩省，东临默兹省。
与谢普拉普赖里接壤的市镇（或旧市镇、城区）包括：马恩河畔拉绍塞、福-韦西尼厄勒、奥梅、波尼、圣马丹欧尚、松日、维特里城。

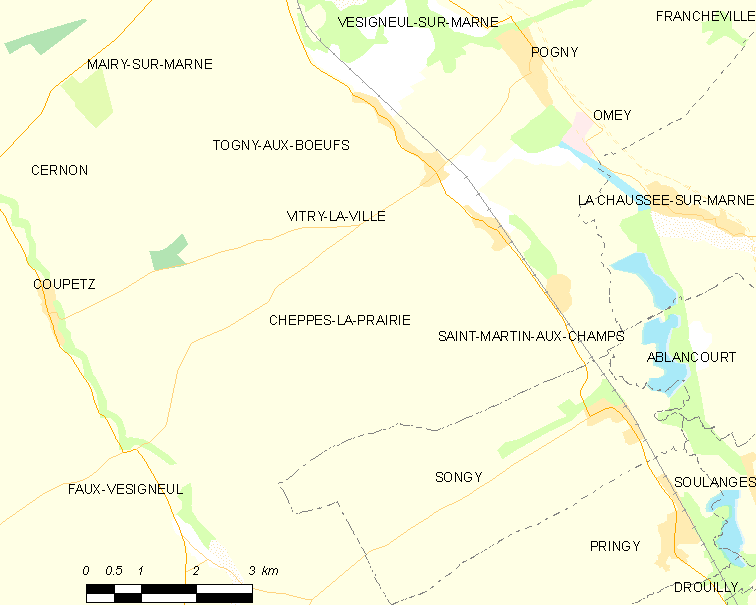
谢普拉普赖里的OSM定位图

谢普拉普赖里的时区为UTC+01:00、UTC+02:00（夏令时）。

## 行政
谢普拉普赖里的邮政编码为51240，INSEE市镇编码为51148。

## 政治
谢普拉普赖里所属的省级选区为香槟沙隆第三县。

## 人口

1962-2008年间谢普拉普赖里人口变化图示

谢普拉普赖里于2022年1月1日时的人口数量为141人。